# Enicospilus pamelae
Enicospilus pamelae är en stekelart som beskrevs av Ian D. Gauld 1988. Enicospilus pamelae ingår i släktet Enicospilus och familjen brokparasitsteklar. Inga underarter finns listade i Catalogue of Life.